# Vallés (Communauté valencienne)
Pour les articles homonymes, voir Valles.
Vallés (en valencien et en castillan) est une commune d'Espagne de la province de Valence dans la Communauté valencienne. On trouve également en valencien la dénomination Vallés de la Costera. La commune est située dans la comarque de la Costera et dans la zone à prédominance linguistique valencienne.

## Géographie

Localisation de Vallés
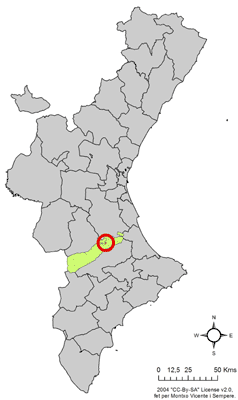
dans la Communauté valencienne.
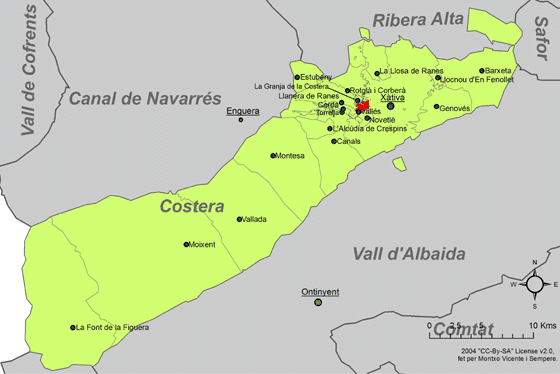
dans la comarque de la Costera.

### Localités limitrophes
Le territoire communal de Vallés est voisin de celui des communes suivantes :
Canals, Cerdà, La Granja de la Costera, Xàtiva, Llanera de Ranes, Novetlè, Rotglà i Corberà et Torrella, toutes situées dans la province de Valence.

## Démographie
| 1990 | 1992 | 1994 | 1996 | 1998 | 2000 | 2002 | 2004 | 2005 |
| ---- | ---- | ---- | ---- | ---- | ---- | ---- | ---- | ---- |
| 117  | 100  | 101  | 103  | 101  | 102  | 100  | 95   | 92   |

### Sources
- (es) Cet article est partiellement ou en totalité issu de l’article de Wikipédia en espagnol intitulé « Vallés » (voir la liste des auteurs).